# Pseudeurotiaceae
Pseudeurotiaceae Malloch & Cain – rodzina grzybów z rzędu Thelebolales.

## Charakterystyka
Grzyby mikroskopijne o szklistych lub brązowych askosporach znajdujących się w cienkościennym workach. Askokarpy typu klejstotecjum.

## Systematyka
Pozycja w klasyfikacji według Index Fungorum:
Thelebolaceae, Thelebolales, Leotiomycetidae, Leotiomycetes, Pezizomycotina, Ascomycota, Fungi.
Takson utworzyli David Warren Malloch i Roy Franklin Cain w 1970 r. Według aktualizowanej klasyfikacji Index Fungorum bazującej na Dictionary of the Fungi do rodziny tej należą rodzaje:
- Geomyces Traaen 1914
- Gymnostellatospora Udagawa, Uchiy. & Kamiya 1993
- Leuconeurospora Malloch & Cain 1970
- Neelakesa Udaiyan & Hosag. 1992
- Pseudeurotium J.F.H. Beyma 1937
- Pseudogymnoascus Raillo 1929
- Xerogeomyces Minnis & D.L. Lindner 2023